# Arrondissement Bourges
Arrondissement Bourges (fr. Arrondissement de Bourges) je správní územní jednotka ležící v departementu Cher a regionu Centre-Val de Loire ve Francii. Člení se dále na 16 kantonů a 131 obcí.

## Kantony
- Les Aix-d'Angillon
- Baugy
- Bourges-1
- Bourges-2
- Bourges-3
- Bourges-4
- Bourges-5
- Chârost
- Henrichemont
- Léré
- Levet
- Saint-Doulchard
- Saint-Martin-d'Auxigny
- Sancergues
- Sancerre
- Vailly-sur-Sauldre